# Маастрихт
Маастри́хт (нід. Maastricht, МФА: [maˑsˈtrɪχt] ( прослухати); лімб. Mestreech, [məˈstʀeːç]) — місто та муніципалітет в Нідерландах та столиця провінції Лімбург. Місто лежить по обидва береги річки Мааса в південно-східній частині країни, поблизу кордону з Бельгією. Маастрихт є частиною єврорегіону Маас-Рейн з населенням 3,9 мільйонів осіб, що включає сусідні німецьке місто Аахен та бельгійські Льєж та Гасселт.
Назва міста пішла від латинської назви мосту Trajectum Ad Mosam (Брід через Маас), побудованого за римського імператора Августа Цезаря. З римського поселення та фортеці місто розвинулося в середньовічний центр річкової торгівлі та релігії. У 17 столітті Маастрихт став гарнізонним містечком, у 19 столітті — індустріальним центром. Він став широко відомим завдяки Маастрихтському договору та як місце народження Євро.
Сьогодні Маастрихт є культурним та регіональним хабом. Місто має специфічну культуру, відмінну від решти країни. Містяни розмовляють особливим місцевим діалектом і культурно споріднені з сусідніми частинами Бельгії й Німеччини. Маастрихт має 1677 будівель зі статусом національних пам'яток (рейксмонюментів), другий показник у Нідерландах після Амстердама. Місто є популярним серед туристів, а також має велику кількість іноземних студентів.

## Походження назви
Походження назви Маастрихт (нід. Maastricht), імовірно, можна простежити до латинського Mosa Trajectum, що в перекладі означає «прохід» або «брід на Маасі». Ця назва вперше відома в часи Середньовіччя. Частина, що пішла від Traiectum у формах -tricht, -trecht або -drecht, зустрічалася і в інших назвах, зокрема, Утрехт. Є припущення, що і він, і Маастрихт у той час мали однакову за походженням назву Trajectum, тож для їх розрізнення вони отримали уточнення: ut («вниз за течією») для Утрехта та назву річки для Маастрихта. Завдяки цьому trecht вважається одним із найстаріших відомих нідерландських слів.
У середньовічних документах Маастрихт згадується під різними варіантами назви, серед яких були [Ad] Treiectinsem [urbem] (лат. «[До міста] Treiectinsem») приблизно в 575 році, Treiectensis у 634, Triecto та Triectu в 7-му столітті, Triiect у 768—781, Traiecto в 945, і, нарешті, Masetrieth у 1051. До 1222 року назва вже змістилася до  Mastrit.
Згодом назва видозмінилася до сучасної, хоча до початку дев'ятнадцятого століття записувалася як Maestricht.

## Історія

### Рання історія
Маастрихт був першим поселенням у Нідерландах. Ще римські джерела згадують про кельтське поселення біля мосту. Кельти жили в цій місцевості біля річки Маас ще 500 років до приходу римлян. 
Невідомо, коли римляни прибули в Маастрихт і чи було ними засноване поселення. Римляни побудували міст через Маас у 1 столітті нашої ери, під час правління Октавіана Августа. Міст був важливою ланкою на головній дорозі між Баве і Кельном. Римський Маастрихт був відносно невеликим. Були розкопані залишки римської дороги, мосту, релігійної святині, римської лазні, зерносховища, деяких будинків і стін і воріт каструму 4-го століття.

### Середньовіччя
Сант-Серватіус був перший єпископ Нідерландів — його могила та склеп у Соборі Святого Серватія тепер місце прощі. Мощі з могили святого проносять у процесії по мосту кожні сім років. У Середні віки місто було під подвійним володінням Льєжського єпископства та Брабантського герцогства. Права міста надано 1204 року. 

### Новий час
З 1632 року місто було у володінні Генеральних Штатів. 1673 року місто було обложили й захопили французькі війська Людовика XIV. Під час облоги разом з іншими загинув Шарль д'Артаньян, якого увічнив у романах Олександр Дюма. Франція володіла містом з 1673 до 1679. 
У 1815 році місто перейшло у володіння Обʼєднаного королівства Нідерландів. Коли 1830 року південні провінції проголосили незалежність як королівство Бельгія, гарнізон Маастріхта залишився вірний королю Нідерландів й утримував місто наперекір протестам місцевого населення. Хоча населення провінції культурно й мовно було ближче до бельгійського, 1839 року Лондонською угодою Маастрихт був залишений у складі Нідерландів.

### Після Другої світової війни
У 1992 році в Маастріхті було підписано угоду про започаткування валютного союзу країн ЄС, відому як Маастрихтський договір. Починаючи з 1988 року, Європейський ярмарок образотворчого мистецтва, який вважається провідним у світі мистецьким ярмарком, щорічно збирає одних із найбагатших колекціонерів мистецтва.

## Наука і культура
- Маастрихтський університет — один з наймолодших у Нідерландах, заснований в 1976 році.
- Лімбурзький симфонічний оркестр — музичний колектив, заснований у 1883 році.

## Персоналії
- Ламберт Маастрихтський (635—700) — єпископ Маастрихтський, мученик, святий католицької церкви.